# Liste von Persönlichkeiten der Stadt Berlin
Diese Liste enthält Persönlichkeiten, die in Berlin gewirkt haben und eine Bedeutung für die Stadt erlangten. Sie ist nach Sachbereichen mit Listen und Kategorien sortiert.

## Ehrenbürger
- Liste der Ehrenbürger von Berlin

## Politik
- Liste der Bürgermeister von Berlin
- Liste der Senatoren von Berlin
- Kategorie:Mitglied des Abgeordnetenhauses von Berlin

## Kultur und Kunst
- Kategorie: Bildender Künstler (Berlin) (insbes. Maler, Grafiker, Gebrauchsgrafiker, Bildhauer, Architekten)
- Kategorie: Darstellender Künstler (Berlin) (Schauspieler, Tänzer)
- Kategorie: Musiker (Berlin)
- Kategorie: Schriftsteller (Berlin)
- Kategorie: Medien, Berlin
- Kategorie: Verleger (Berlin)
- Kategorie: Wissenschaftlicher Mitarbeiter eines Museums in Berlin
- Kategorie: Mitglied der Akademie der Künste (Berlin)

## Wissenschaft
- Kategorie:Person (Freie Universität Berlin)
- Kategorie:Person (Humboldt-Universität zu Berlin)
- Kategorie:Person (Technische Universität Berlin)
- Liste von Persönlichkeiten der Universität der Künste Berlin

## Wirtschaft
- Kategorie:Unternehmer (Berlin)

## Religion
Christentum
- Leitende Persönlichkeiten der evangelischen Kirche in Berlin
- Liste der katholischen Bischöfe und Erzbischöfe von Berlin
- Liste der Pröpste von Berlin
- Kategorie:Person des Christentums (Berlin)

Weitere Religionen
- Kategorie:Person des Judentums (Berlin)
- Kategorie:Person des Islam (Berlin)

## Sport
- Kategorie:Sportler (Berlin)

## Weitere Persönlichkeiten
- Kategorie:Person (Berlin)
- Liste der Stolpersteine in Berlin